# Geranium saxatile
Geranium saxatile är en näveväxtart som beskrevs av Grigorij Silych Karelin och Ivan Petrovich Kirilov. Geranium saxatile ingår i släktet nävor, och familjen näveväxter. Inga underarter finns listade i Catalogue of Life.